# Xanthophyllum palawanense
Xanthophyllum palawanense är en jungfrulinsväxtart som beskrevs av Adolph Daniel Edward Elmer. Xanthophyllum palawanense ingår i släktet Xanthophyllum och familjen jungfrulinsväxter. Inga underarter finns listade i Catalogue of Life.